# Herbert Fiering
Herbert Fiering (* 24. September 1912 in Magdeburg; † 6. Dezember 2000 in Lauf an der Pegnitz) war ein deutscher Politiker (LDP).

## Leben

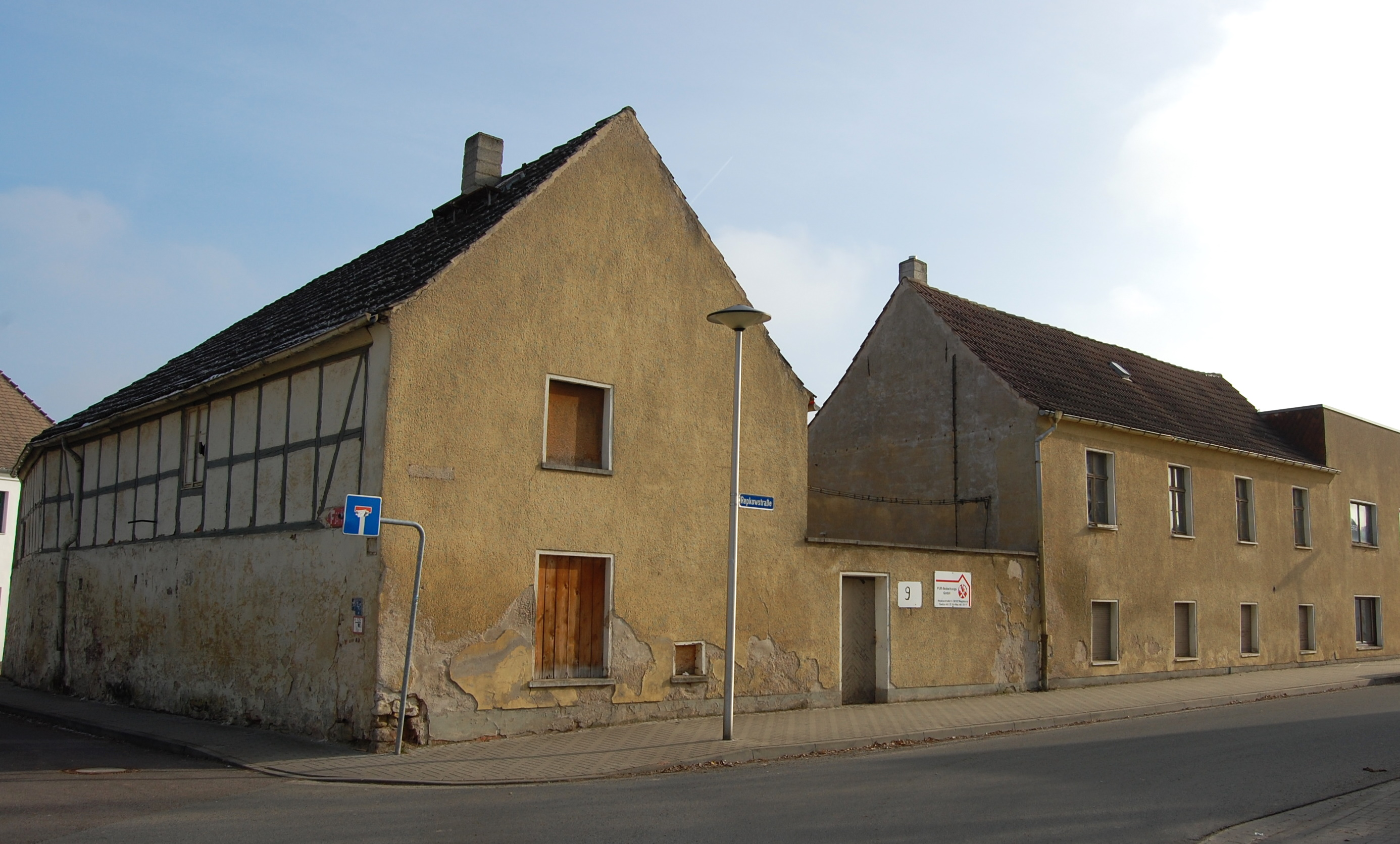
Repkowstraße 9, Aufnahme 2011

Fiering wurde im Magdeburger Stadtteil Salbke geboren. Seine Familie betrieb in der Repkowstraße 9 Landwirtschaft und einen Fuhrbetrieb. Nach dem Besuch der Grundschule absolvierte er ein Reformgymnasium bis zur Obersekundareife. Im Jahr 1929 nahm er eine kaufmännische Lehre in der internationalen Transportbranche auf. Später führte er als Selbständiger eine Spedition in Stettin.
1939 wurde Fiering zum Wehrdienst einberufen, bis 1945 war er Soldat im Zweiten Weltkrieg und geriet in Kriegsgefangenschaft. Am 1. Oktober 1945 trat er der LDP bei und wurde ab 1. Januar 1946 Geschäftsführer des Bezirksverbandes Merseburg der Partei. Zum 1. Juli 1946 wurde er dann Hauptgeschäftsführer und danach Generalsekretär des Landesverbandes Sachsen-Anhalt der LDP. Am 30. November 1946 übernahm er die Funktion des 2. Vorsitzenden des Provinzialvorstandes.
Fiering kandidierte in der Wahl zum Landtag von Sachsen-Anhalt 1946 im Wahlbezirk 8 (Halle, Merseburg, Naumburg, Zeitz und Weißenfels). In dieser Zeit wohnte er in der Straße Landrain 155 in Halle (Saale). Während des Wahlkampfes kam es in Halle zu einem Vorfall. Eine Straßenbahn der Linie 7 fuhr mit der Aufschrift Für die Angliederung an die Sowjetunion - wählt SED. Der Schriftzug mit der, von der SED nicht erhobenen Forderung, sollte die SED wegen ihrer Nähe zur sowjetischen Besatzungsmacht diskreditieren. Seitens der SED wurden 20 Mitglieder der LDP für den Vorgang verantwortlich gemacht, die dann auch festgenommen wurden. Elf der Inhaftierten wurde am 19. Dezember 1946 der Prozess gemacht. Auch Fiering wurde verurteilt. Bereits im Oktober 1946 war Fiering jedoch für die LDP in den Landtag von Sachsen-Anhalt gewählt worden. Mit der Begründung, dass Fiering durch die Wahl Immunität genieße, wurde er aus der Haft entlassen. Später wurden Vermutungen geäußert, dass seine Entlassung mit seinen guten Beziehungen zur Sowjetischen Militäradministration zu tun hatte.
Die Landtagswahl hatte das für Ostdeutschland ungewöhnliche Ergebnis erbracht, dass die SED knapp die absolute Mehrheit verfehlt hatte. Die LDP stellte mit Erhard Hübener den Ministerpräsidenten. Im Landtag war Fierings Politik, trotz seiner herausgehobenen Stellung in der Landes-LDP, stark an die SED angepasst. Innerhalb der LDP trat er für die Suche nach Kompromissen sowohl mit der sowjetischen Besatzungsmacht als auch mit der SED ein. Bei vier wichtigen Abstimmungen im Landtag enthielt er sich jeweils, was angesichts der knappen Mehrheitsverhältnisse dazu führte, dass die SED eine Mehrheit erreichte. Besonders gravierend war eine Abstimmung über die Enteignung sämtlicher Lichtspielhäuser. Obwohl die LDP sich gegen dieses Vorhaben aussprach, fasste der Landtag durch die Enthaltung Fierings einen entsprechenden Beschluss. Noch am Tag der Entscheidung erhielt Fiering eine leitende Funktion in der Kohlen- und Brikett-Verwaltung (Kobri). Mitglieder der SED-Fraktion bezeichneten ihn danach jeweils als „Herrn Direktor Herbert Fiering“. Auch die Verdrängung von Erich Damerow (LDP) aus dem Amt des Landwirtschaftsministers ging auf eine Enthaltung Fierings zurück. Es wurden Vermutungen angestellt, dass Fiering Kontakte zum sowjetischen Geheimdienst hätte.
Auch gab es Vorwürfe hinsichtlich finanzieller Machenschaften. Der LDP-Landesvorstand ermittelte gegen ihn, da er einen Bücherschrank und einen Schreibtisch der LDP in seine eigene Wohnung und private Möbel im Austausch in das Vorstandsbüro der LDP gestellt haben soll. Weiterhin sollte er im Namen des Landesverbandes mehrere Radios angeschafft haben, deren Verbleib unklar blieb, die er allerdings selbst bezahlt hatte. Seine größte Anschaffung für die LDP war ein Mercedes. Für den von der LDP bezahlten Wagen gab er sich als Besitzer an und nutzte ihn auch später weiter. Der Landesverband plante im November 1948 die Erhebung einer Klage auf Herausgabe, was jedoch durch die Immunität Fierings als Landtagsabgeordneter nicht möglich war. Auch später erfolgte keine Durchsetzung der Forderungen.
Am 26. Mai 1948 meldete die Zeitung Die Freiheit seinen Parteiaustritt. Er sei bereits am 20. April 1948 als Landessekretär entlassen worden und sollte vor ein Parteigericht der LDP gestellt werden. Gegenüber der Zeitung gab Fiering an, er sei nicht entlassen, sondern habe schon auf dem Landesparteitag mitgeteilt, dass er aus gesundheitlichen Gründen zurücktreten werde. Am 27. Mai 1948 wurde sein Austritt zum 20. Mai 1948 gemeldet.
Nach einer Bestätigung durch die LDP-Parteiführung in Berlin wurde Fiering am 7. Dezember 1948 aus der LDP-Fraktion ausgeschlossen. Fiering gehörte dem Landtag danach zunächst als einziger Fraktionsloser an. Im Februar 1950 wurde er Mitglied der Fraktion der Mitte. Im Juni 1950 floh er nach Nürnberg. Sein Landtagsmandat legte er offiziell am 15. August 1950 nieder.
Er gehörte auch dem 1948 in der Sowjetischen Besatzungszone gebildeten Ersten Deutschen Volksrat an.